# Чоп бар

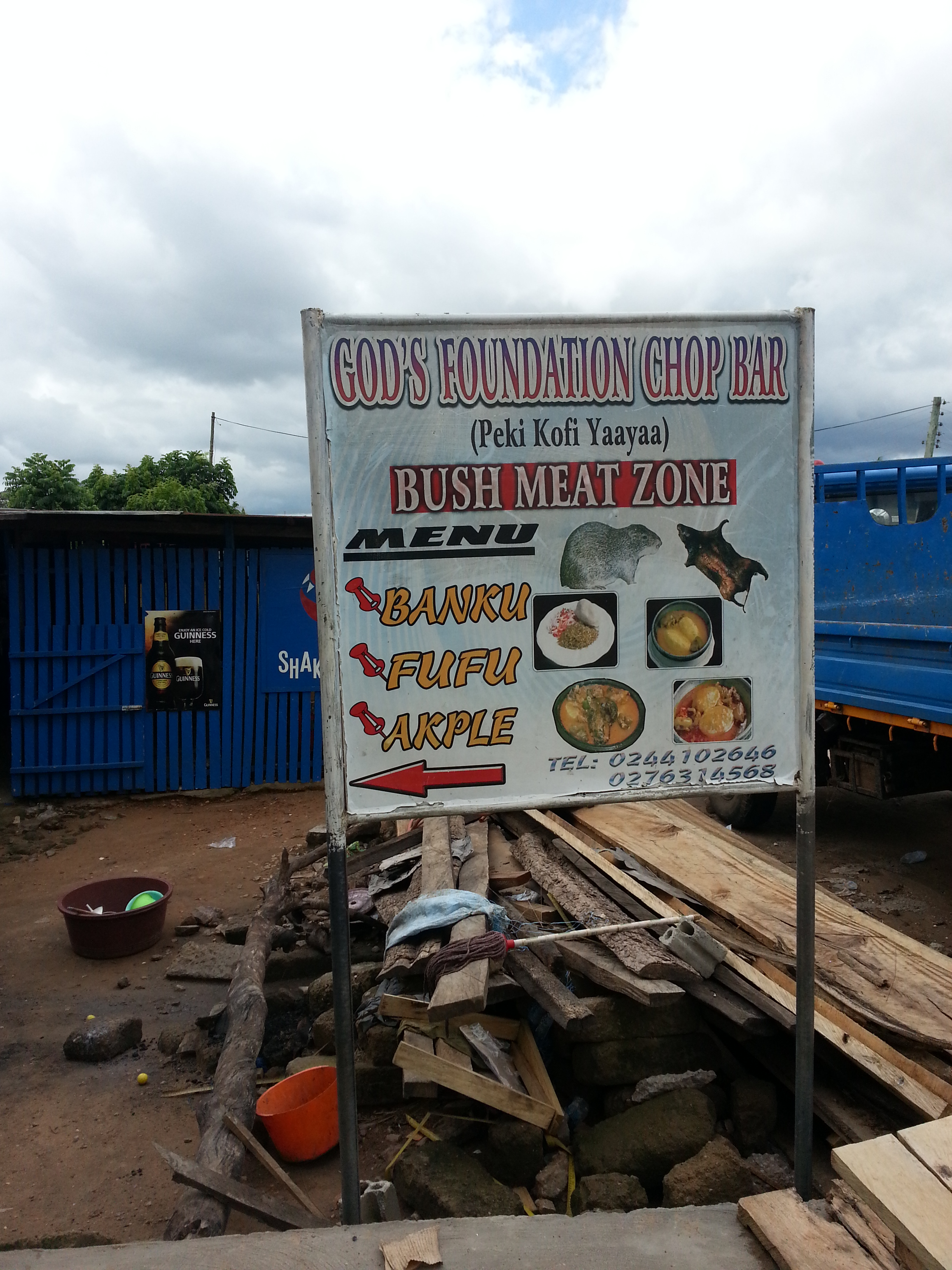
Вивіска чоп-бару

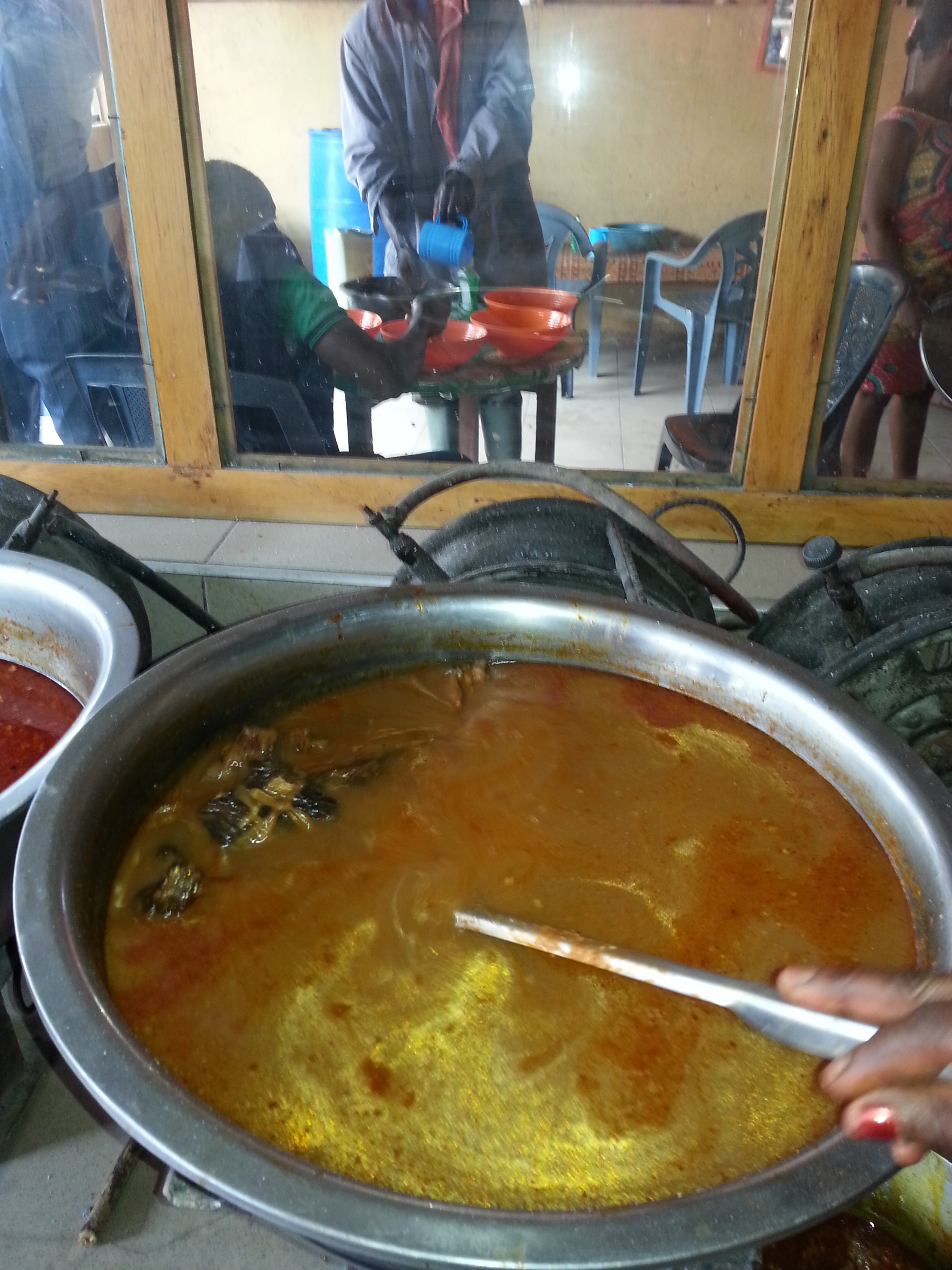
Зображення супу з пальмовими горіхами в плитці

Чоп-бар (Chop Bar) — це традиційна їдальня в Гані, переважно на півдні Їжу подають у місцевих глиняних мисках, і зазвичай їдять у приміщенні. У більшості цих барів представлені місцеві алкогольні напої, а іноземних напоїв – небагато. Це культурна ікона Гани, особливо в південній частині , і є улюбленим місцем для місцевих жителів. Одна річ, яка робить чоп бар унікальними, це їхні назви, як-от «не заперечуй, що твоя дружина чоп-бар» і буш-їдальня.

## Етимологія
Термін «Чоп» походить від слова «їсти» на ганському піджині або «розрізати на шматки», а бар — це фактично місце для зборів, щоб поїсти. Чоп-бари здебільшого продають місцеву різноманітну ганську їжу, як-от Фуфу, Банку, Конконте та Омотуо (рисові кульки) з різними видами супу.

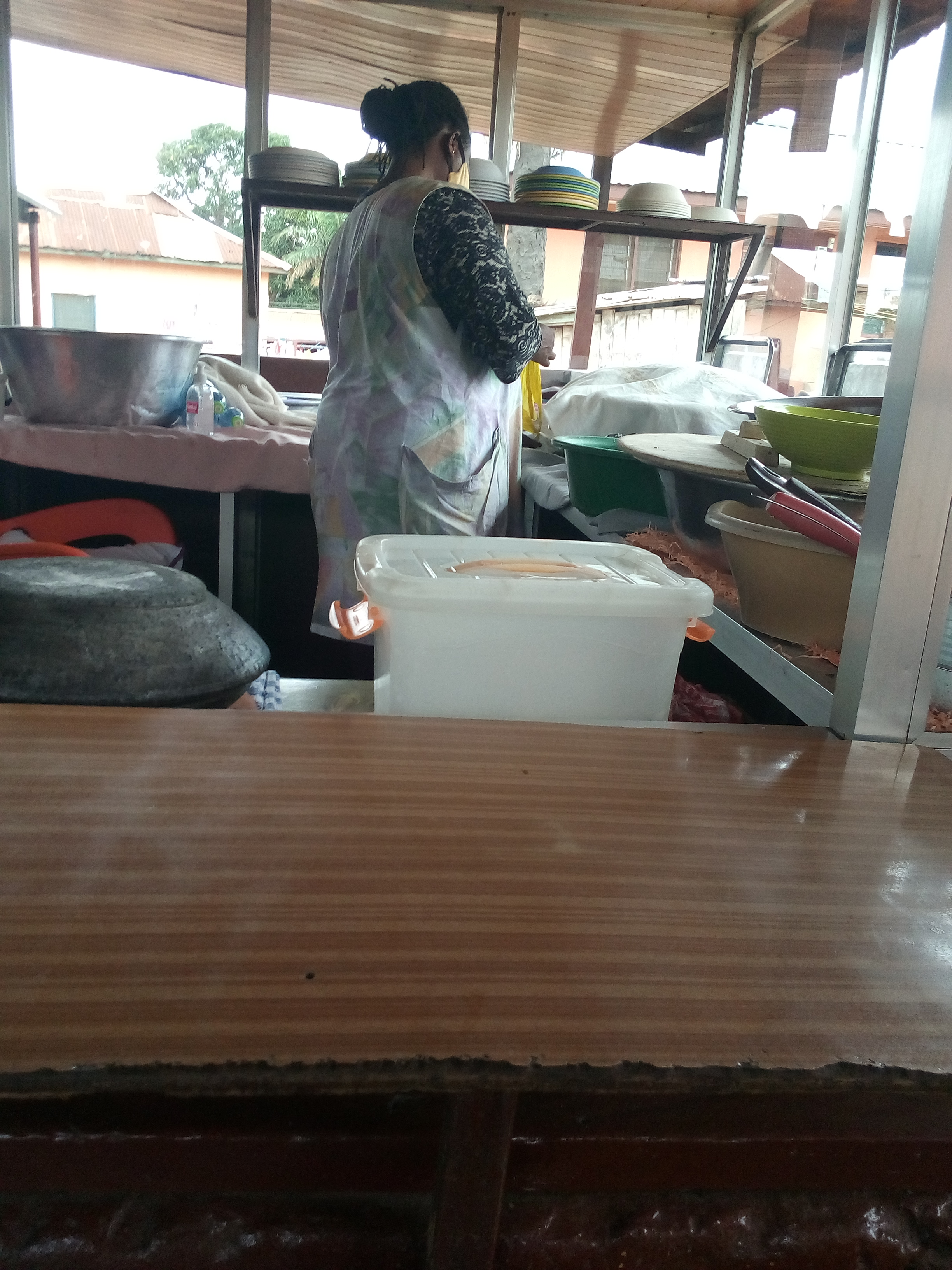
Продавець банку